# Mizuki Hayato
Hayato Mizuki (sinh ngày 1 tháng 11 năm 1984) là một cầu thủ bóng đá người Nhật Bản.

## Sự nghiệp câu lạc bộ
Hayato Mizuki đã từng chơi cho Albirex Niigata.